# Shlomit Malka
Shlomit Malka-Levi (Rejovot, 23 de diciembre de 1993) es una modelo israelí.
Ha aparecido en campañas para L'Oréal, Armani, Ralph Lauren, Maybelline, Lancome, Chanel,  Schwarzkopf, Bershka, Bebe, y Müller.  En 2013, se convirtió en una de las 10 modelos mejor pagadas de Israel.
En 2015, se convirtió en rostro de la marca Intimissimi, encabezando sus campañas, heredando el puesto de las modelos Irina Shayk, Barbara Palvin, Bar Refaeli y Ana Beatriz Barros. Su contrato con la marca fue renovado en 2017 y 2017.